# 山本浩貴 (演劇関係者)
山本 浩貴（やまもと こうき、1977年4月15日 - ）は、東京都出身の俳優・脚本家・劇作家・演出家。血液型O型。
劇団「PU-PU-JUICE」主宰。レディバード所属。

## 経歴
20歳の頃から演技を始める。劇団「PU-PU-JUICE」の立ち上げに参加し、同劇団の全ての作品の脚本、演出を担当している。
2013年に『サムライダッシュ』で映画監督デビュー。
2019年に「マイメソッドアクターズスクール」を設立し、役者の育成にも取り組んでいる。一方で現役の監督、演出家、脚本家、俳優としても活動中である。

## 出演

### テレビ
- プライド（フジテレビ） - アイスホッケーチームメート：栗林アレクセイ 役（レギュラー出演）
- 緑川警部 VS 33分の勇気（TBS）
- 麒麟がくる（2020年、NHK大河ドラマ） - 日根野弘就 役
- TOKYO VICE 第3話・第4話（2022年4月 - 、HBO Max・WOWOW） - ヒライ 役
- 下剋上球児（TBS）- 紺野毅 役

### 映画
- マブイの旅（2004年） - 平良琉登 役
- 魍魎の匣（2008年）
- リアル鬼ごっこ3（2012年） - 王様 役
- リアル鬼ごっこ4（2012年） - 王様 役
- リアル鬼ごっこ5（2012年） - 王様 役

### 舞台
- SLA 第1回公演 - 第8回公演（2002年 - 2005年）
- THE ワイルドパンチ 「パズル」（2003年）
- Xmasワンナイト 「ONE NIGHT JACK」（2006年） - 脚本・演出
- PU-PU-JUICE 第1回公演 『JUICE』（2006年） - 脚本・演出
- e-jack プロデュース 「ダーティーバード」（2006年） - 演出
- PU-PU-JUICE 第2回公演 『唾と蜜（つばとみつ）』（2006年、主演：大迫一平） - 脚本・演出
- N.G.A.公演 「七色の鍵」（2007年） - 脚本・演出
- Pu-Pu-Clicquot Rose Labal 「THE EQUINOX」（2007年） - 演出
- PU-PU-JUICE 第3回公演 『MARRIAGE BLUE PLANET』（2007年、主演：大迫一平） - 脚本・演出
- ゴールドジム主催 骨髄バンクチャリティーイベント（2008年） - 脚本・演出
- PU-PU-JUICE 第5回公演 『R-18』（2008年、主演：大迫一平） - 脚本・演出
- レッドフェイスプロデュース 「爾汝の社」（2008年）
- PU-PU-JUICE 第6回公演 『妄想協奏曲』（2008年、主演：大迫一平） - 脚本・演出
- N.G.A.公演 「星に物語を」（2008年） - 脚本・演出
- PU-PU-JUICE 第7回公演 『汚れたアヒル』（2009年） - 脚本・演出
- レッドフェイスプロデュース 「吟子」（2009年）
- PU-PU-JUICE 第8回公演 『新・罪と罰』（2009年、主演：いしだ壱成） - 脚本・演出
- N.G.A.公演 「クリスタル・シップ」（2009年） - 演出
- 劇団PATHOS PACK 「ユエナキ子」（2009年）
- PU-PU-JUICE 第9回公演 『パニ☆ホス』（2009年、主演：加賀美早紀）
- PU-PU-JUICE 第10回公演 『結婚狂想曲』（2010年、主演：浅見れいな）
- PU-PU-JUICE 第30回公演 『革命の家』（2025年、主演・高橋メアリージュン） - 脚本・演出[3]

### 監督作品
- どこか空の下で
- 女子高（2016年）
- オジさん、劇団始めました。（2023年）